# Andreas Granskov
Andreas Granskov Hansen (født 5. marts 1989) er en dansk professionel fodboldspiller, der spiller for Rishøj Boldklub. Han har tidligere blandt andet spillet for Fremad Amager.

## Karriere
Granskov kom som ung spiller til den tyske Bundesligaklubklub SV Werder Bremen, hvor Granskov fik en række kampe for andetholdet. Efter opholdet i tyskland kom han til danske FC Nordsjælland, hvor han spillede tre sæsoner. Opholdet i FCN var dog ikke en ubetinget succes.. I FC Nordsjælland blev han efter kort tid udlejet til AB, hvor det heller ikke blev til meget spilletid.
Granskov skiftede herefter til belgiske Royal Mouscron. Granskov blev imidlertid langtidsskadet under opholdet, og fik ikke megen spilletid i klubben. Han vendte herefter atter tilbage til Danmark med en kontrakt i Lyngby BK. I januar 2014 skrev han kontrakt med Brønshøj BK for foråret 2014. Han forstsatte i Brønshøj indtil sommeren 2016, hvor han skiftede til Fremad Amager, hvor han imidlertid kunne spillede i efterårssæsonen 2016.
Den 30. december 2016 blev det offentliggjort, at Granskov skiftede til Rishøj BK, hvor han skrev under på en halvårig aftale.